# 何庭流
何 庭流（か ていりゅう、1895年 – 没年不明）は、中華民国の官僚。なお、何庭鎏表記もある。白堅武らと共に日本の特務機関と連携し、華北で攪乱工作を展開した人物である。親日政権の中華民国臨時政府・南京国民政府（汪兆銘政権）にも参加した。

## 事績

### 初期の事績
第一高等学校予科、第六高等学校を経て、 1924年（大正13年）4月に東京帝国大学経済学部を卒業、経済学士を取得した。留学中から親日派留学生グループの指導者と目されている。また、クリスチャンとして神田区の東京YMCAで事務にあたり、安部磯雄や賀川豊彦に師事したとされる。
帰国後は、まず呉佩孚の軍で外交科長に任命され、更に斉燮元の軍で参議となっている。済南事件に際しては、親日派と見なされて蔣介石軍から逮捕状を発せられたという。しかし、国民政府でも任用はなされ、天津市政府秘書兼警察局顧問、河北省政府秘書、冀察政務委員会参議など各職を歴任した。
上記各職を歴任していた間の何庭流は、呉佩孚の下で同僚であった白堅武と「盟兄弟」になっている。満洲事変以降、何は白に日本の特務機関幹部（板垣征四郎・松室孝良ら）を紹介し、これらと連携して国民政府に対する攪乱工作（河北省政府主席・于学忠暗殺未遂など）を実施した。1934年（民国23年）1月、白が「華北正義自治軍」を立ち上げると、何が自治軍総参議となるが、自治軍は翌1935年（民国24年）6月の豊台事変（豊台暴動）失敗で壊滅している。

### 親日政権での事績
1937年（民国26年）の盧溝橋事件勃発後、何庭流は北平地方維持会委員となり、北平市警察局顧問も兼ねた。同年12月14日に中華民国臨時政府が成立すると、翌1938年（民国27年）1月10日に天津特別市公署総務庁庁長として起用される。同年8月8日、行政部（後に行政委員会）参事に任命された。また、日華経済協議会専門委員や東亜文化協議会常任理事もつとめている。
1940年（民国29年）3月30日、臨時政府が南京国民政府（汪兆銘政権）に合流すると、何庭流は臨時政府を改組した華北政務委員会ではなく、南京（国民政府中央）側で起用されていく。政権成立と同時に、何庭流は農鉱部（部長：趙毓松）常務次長として抜擢された。同年6月27日には憲政実施委員会委員を兼任している。翌1941年（民国20年）8月、農鉱部常務次長を離任して全国経済委員会委員に移り、翌1942年（民国31年）6月4日には新国民運動促進委員会委員を兼任した。
同年7月、何庭流は全国経済委員会委員を離任し、湖北省政府委員兼教育庁庁長に転じた。なお、この教育庁庁長に在任していた間に、何は孔子の思想を尊崇・礼賛する演説を行うなどしている。1943年（民国32年）3月5日、湖北省各職から離任し、全国経済委員会委員に復帰した。
これ以降における何庭流の動向は不詳で、汪兆銘政権崩壊（1945年8月）時点での生死も不明となっている。